# Groß Stieten
Groß Stieten é um município da Alemanha localizado no distrito de Nordwestmecklenburg, estado de Mecklemburgo-Pomerânia Ocidental.
Pertence ao Amt de Dorf Mecklenburg-Bad Kleinen.